# مارثا دانا ميرسير
مارثا دانا ميرسير (بالإنجليزية: Martha Mercer, née Dana) هي فاعلة خير أمريكية، ولدت في 21 مايو 1872، وتوفيت في 21 فبراير 1960 في Doylestown, Pennsylvania ‏ في الولايات المتحدة.